# Campionati del mondo di atletica leggera indoor 2025 - Getto del peso maschile
La gara del getto del peso maschile dei campionati del mondo di atletica leggera indoor 2025 si è svolta il 23 marzo 2025 a Nanchino.

## Podio
| Pos.    | Atleta        | Nazionalità   | Tempo   |
| ------- | ------------- | ------------- | ------- |
| Oro     | Tom Walsh     | Nuova Zelanda | 21,65 m |
| Argento | Roger Steen   | Stati Uniti   | 21,62 m |
| Bronzo  | Adrian Piperi | Stati Uniti   | 21,48 m |

## Situazione pre-gara

### Record
Prima di questa competizione, il record del mondo indoor e il record dei campionati erano i seguenti.
| Record                | Prestazione | Atleta                   | Data e luogo                            | Competizione                     |
| --------------------- | ----------- | ------------------------ | --------------------------------------- | -------------------------------- |
| Record mondiale       | 23,56 m(o)  | Ryan Crouser Stati Uniti | 27 maggio 2023 Los Angeles, Stati Uniti | USATF Los Angeles Grand Prix     |
| Record dei campionati | 22,77 m     | Ryan Crouser Stati Uniti | 1 marzo 2024 Glasgow, Scozia            | Campionati del mondo indoor 2024 |

## Qualificazioni
Per il getto del peso maschile il periodo di qualifica andava dal 1º settembre 2024 al 9 marzo 2025. Gli atleti potevano ottenere la qualificazione rientrando nello standard di 22,00 m, con una wildcard o in base al loro piazzamento nel World Athletics Rankings.

## Risultati

### Finale
La finale diretta si è tenuta il 23 marzo alle ore 19:38.
| Pos     | Atleta                | Nazionalità   | 1ª prova | 2ª prova | 3ª prova | 4ª prova | 5ª prova | 6ª prova | Risultato | Note                                     |
| ------- | --------------------- | ------------- | -------- | -------- | -------- | -------- | -------- | -------- | --------- | ---------------------------------------- |
| Oro     | Tom Walsh             | Nuova Zelanda | 21,65 m  | x        | 21,11 m  | 20,95 m  | 21,19 m  | 21,48 m  | 21,65 m   | Miglior prestazione personale stagionale |
| Argento | Roger Steen           | Stati Uniti   | 20,47 m  | 20,80 m  | 20,88 m  | x        | x        | 21,62 m  | 21,62 m   | Miglior prestazione personale stagionale |
| Bronzo  | Adrian Piperi         | Stati Uniti   | x        | 21,21 m  | 20,88 m  | 21,48 m  | 20,95 m  | 21,08 m  | 21,48 m   |                                          |
| 4       | Leonardo Fabbri       | Italia        | 20,67 m  | 20,69 m  | x        | 20,81 m  | 21,36 m  | 21,15 m  | 21,36 m   |                                          |
| 5       | Chukwuebuka Enekwechi | Nigeria       | 20,52 m  | x        | 21,25 m  | 21,10 m  |          | x        | 21,25 m   | Miglior prestazione personale stagionale |
| 6       | Wictor Petersson      | Svezia        | 20,03 m  | 20,73 m  | 20,24 m  | x        | x        | 20,87 m  | 20,87 m   |                                          |
| 7       | Andrei Toader         | Romania       | x        | 20,64 m  | x        | 20,39 m  | 20,63 m  |          | 20,64 m   |                                          |
| 8       | Zane Weir             | Italia        | 20,63 m  | x        | x        | 20,55 m  | x        |          | 20,63 m   |                                          |
| 9       | Rajindra Campbell     | Giamaica      | 19,18 m  | 19,74 m  | 20,45 m  | x        |          |          | 20,45 m   | Miglior prestazione personale stagionale |
| 10      | Willian Dourado       | Brasile       | 19,85 m  | x        | 20,24 m  | x        |          |          | 20,24 m   |                                          |
| 11      | Welington Morais      | Brasile       | 19,85 m  | 20,13 m  | 19,96 m  |          |          |          | 20,13 m   |                                          |
| 12      | Scott Lincoln         | Gran Bretagna | 19,88 m  | x        | x        |          |          |          | 19,88 m   |                                          |
| 13      | Xing Jialiang         | Cina          | 18,90 m  | 19,24 m  | 19,76 m  |          |          |          | 19,76 m   |                                          |
| 14      | Chris Van Niekerk     | Sudafrica     | 19,39 m  | 19,47 m  | x        |          |          |          | 19,47 m   |                                          |
| -       | Konrad Bukowiecki     | Polonia       | x        | x        | x        |          |          |          | nm        |                                          |